# Bänder-Rosskastanie

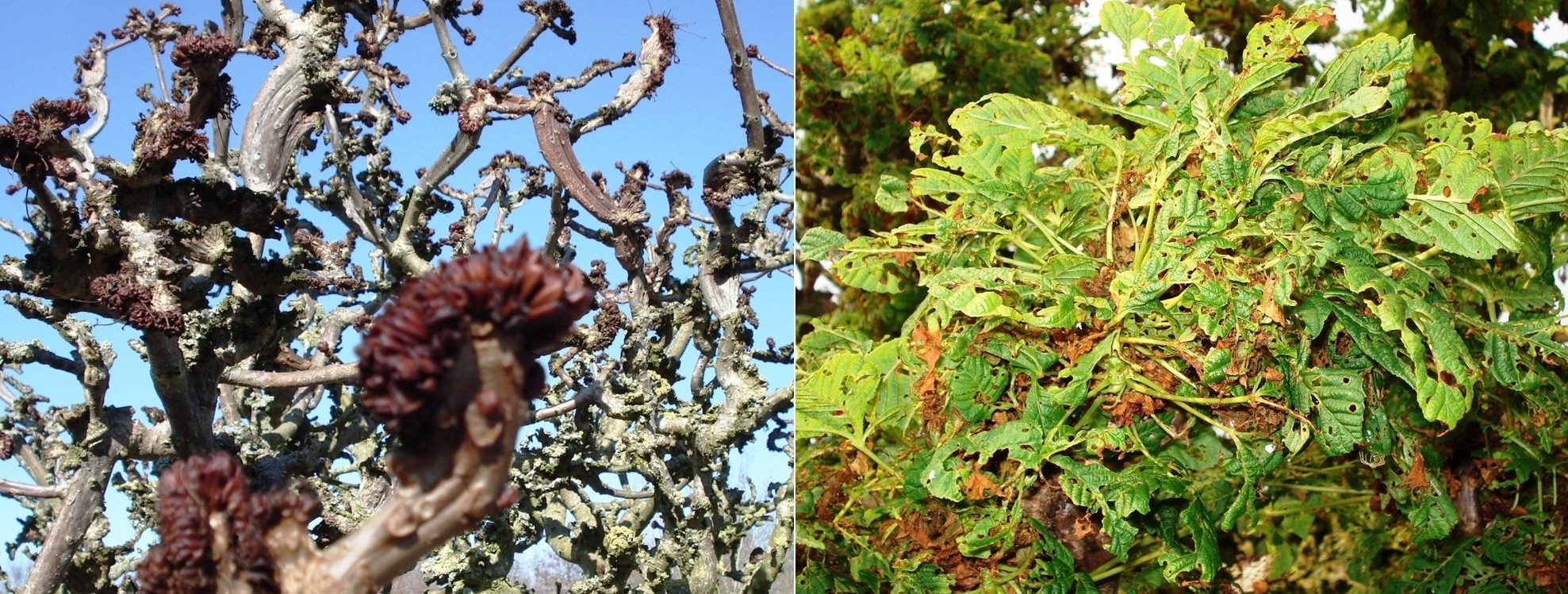
Aesculus hippocastanum 'Monstrosa', unbelaubte und belaubte Zweige

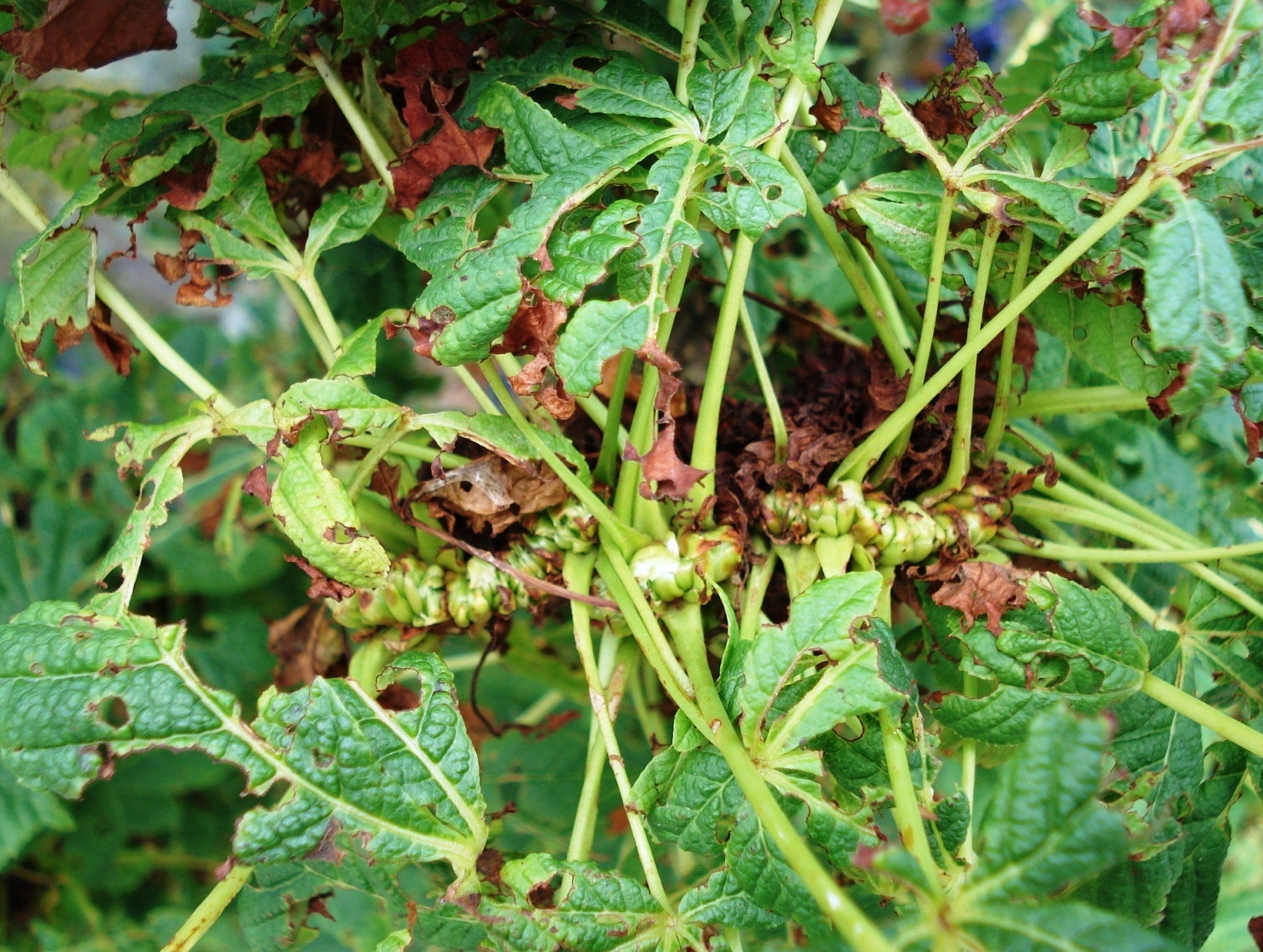
Deutlich erkennbares Knospenband an Aesculus hippocastanum 'Monstrosa'

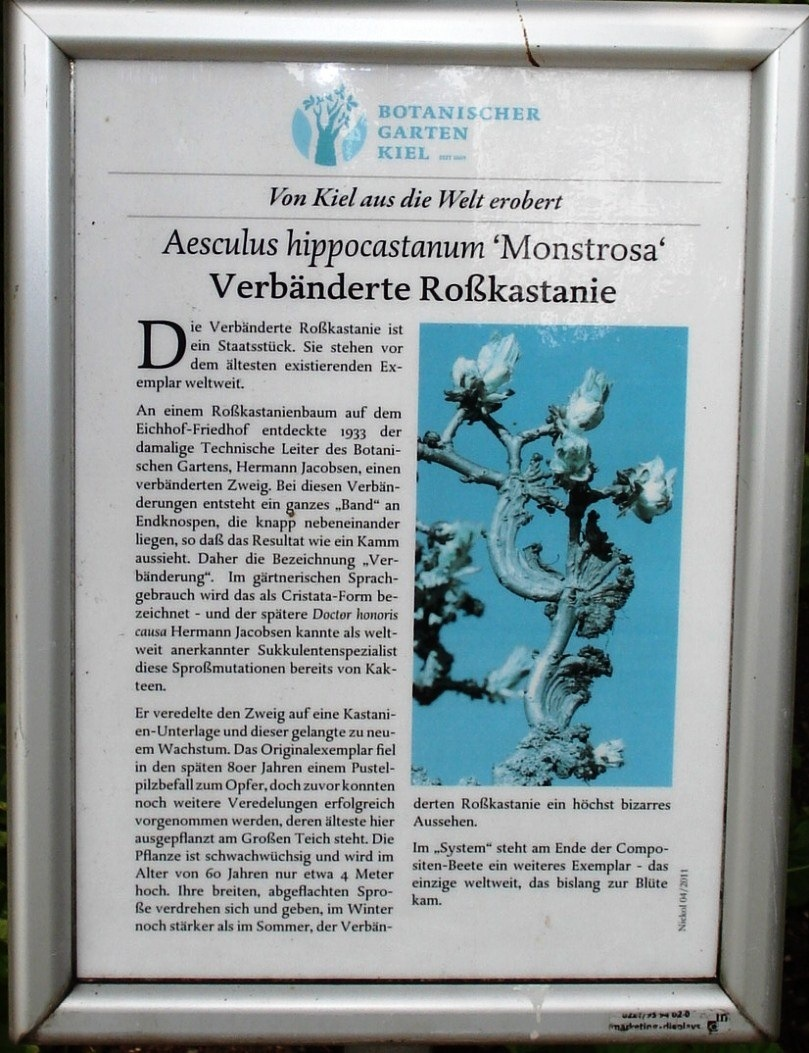
Informationstafel an dem weltweit ältesten und einzigen blühendem Exemplar von Aesculus hippocastanum 'Monstrosa'

Die Bänder-Rosskastanie, Verbänderte Rosskastanie oder auch Monster-Kastanie (Aesculus hippocastanum 'Monstrosa') ist eine Ziersorte der Gewöhnlichen Rosskastanie (Aesculus hippocastanum) mit verbändertem  („monströs“ erscheinendem) Wuchs.

## Beschreibung
Die langsamwüchsige Sorte zeigt eine knorrige verbänderte Wuchsform mit flachen und gebogenen Zweigen. Die dicht aneinander gereihten Knospen treiben dichte Büschel von Blättern aus, die normal geformt sind, jedoch klein bleiben und die Wuchsform verdecken. Alte Exemplare erreichen Wuchshöhen von über 2 Metern. Soweit bekannt, gelangte nur ein Exemplar im Botanischen Garten in Kiel bisher zur Blüte – die Blüte selbst war kleiner als bei der unverbänderten Art.
Einzelne Prüfungen ergaben, dass keine Schädigung der Sorte durch die Rosskastanienminiermotte erfolgt.

## Geschichte
Die Bänder-Rosskastanie wurde 1933 vom Botaniker Hermann Jacobsen auf dem Parkfriedhof Eichhof in Kiel entdeckt. Dort wies ein Zweig diese verbänderte Wuchsform auf, wurde von dem Friedhofsoberinspektor Franz Tempich
abgeschnitten und von Hermann Jacobsen auf eine normalwüchsige Rosskastanie als Unterlage gepfropft.
Diese erste Veredelung wurde in den heutigen Botanischen Garten in Kiel verpflanzt und starb Ende der 1980er-Jahre an einem Pilz der Familie Pustelpilzverwandten (Nectriaceae). Zuvor wurden jedoch weitere Veredelungen vorgenommen. Das älteste Exemplar befindet sich im Botanischen Garten in Kiel, weitere als Beispiel für verbändert wachsende verholzende Pflanzen auch in Hohenheim, im Botanischen Garten Marburg sowie auch im Ausland, z. B.
Die Sorte wird für die Vermehrung empfohlen und als Zierpflanze gehandelt.

## Vermehrung
Die Vermehrung der Bänder-Rosskastanie erfolgt durch Pfropfung auf normal wachsende Unterlagen der Gewöhnlichen Rosskastanie.

## Weiterführende Literatur
- Dr. Martin Nickol – Ein nie erwartetes Blühereignis bei Aesculus hippocastanum ’Monstrosa’; in: Beiträge zur Gehölzkunde 2011 (Zeitschrift der Gesellschaft Deutsches Arboretum e. V.) 19. Ausgabe; Hansmann Verlag Hemmingen, 2011 (Seiten 265–267 (darin u. a. eine detaillierte Beschreibung der Geschichte der Sorte))
- Dr. h. c. Gerd Krüssmann – Handbuch der Laubgehölze (2. Auflage); Band 1 (A–D); Berlin & Hamburg, 1976 (siehe S. 127 – Beschreibung der Sorte & Erwähnung des Exemplars im Botanischen Garten Kiel)
- Laurence C. Hatch – Cultivars of Woody Plants,  Volume 1 / A–G; Raleigh, North Carolina / USA 2007 (online: PDF) (Beschreibung der Sorte auf S. 198)
- M. Lehmann – Rosskastanienminiermotte – Veröffentlichung des Landesamts für Verbraucherschutz, Landwirtschaft und Flurneuordnung, Frankfurt (Oder) – Zur Einschätzung des Befalls mit der Rosskastanienminiermotte siehe PDF (Seite 3)